# Ахмад Арена
Ахмад Кадиров е футболен стадион в град Грозни, Чечения. Наречен е на първия президент на чеченската република.
Стадионът има капацитет от 30 000 зрители. Съоръжението е открито на 11 май 2011 г. с мач между сборен отбор на ветерани срещу сборен отбор на футболисти от кавказския край.Отборът на кавказците побеждава с 5:2
Първият официален мач на стадиона е на 20 май, когато „Терек“ побеждава „Анжи“ с 1:0. През 2013 на Ахмад Арена се играе финалът за купата на Русия между Анжи и ЦСКА Москва, спечелен от „армейците“.